# Khawr Abd Allah
Il Khawr ʿAbd Allāh (in arabo: خور عبد الله) è probabilmente una foce ad estuario in via di prosciugamento dello Shatt al-Arab la cui foce è ora più a nord e costituisce la parte sud-orientale del confine tra Iraq e Iran.
L'estuario (in arabo: خور traslitterato Khawr) segna il confine tra il Kuwait e l'Iraq. Nella parte a sud dell'estuario si trovano le isole kuwaitiane di Warbah e Bubiyan, a nord dell'estuario la costa irachena. Estendendosi a nord-ovest la via d'acqua è totalmente irachena e cambia il suo nome in Khawr az-Zubayr, in corrispondenza del porto di Umm Qasr, collegato, attraverso dei canali, allo Shatt al-Arab nei pressi della città di Bassora.
Entrambe le isole di Warbah e Bubiyan sono disabitate e caratterizzate da una morfologia piatta e prevalentemente paludosa e appartengono al Kuwait, ma sono state a lungo rivendicate dall'Iraq. Dopo l'invasione del Kuwait da parte dell'Iraq, all'epoca guidato da Saddam Hussein, avvenuta il 2 agosto 1990, avvenimento che ha segnato l'inizio della Prima Guerra del Golfo, nel novembre 1994 l'Iraq ha accettato la definizione del confine col Kuwait come stabilito dalle risoluzioni 687 (1991), 773 (1992) e 833 (1993) del Consiglio di Sicurezza delle Nazioni Unite, ponendo fine ad ogni rivendicazione irachena sul territorio delle due isole. Nell'isola di Warbah è presente un punto di controllo della guardia costiera istituito sotto l'egida delle Nazioni Unite.
Nel dicembre 2002 nei pressi dell'isola di Warbah una nave militare irachena ha aperto il fuoco contro due motovedette della guardia costiera kuwaitiana causandone la collisione.
L'11 novembre 2008, ufficiali irakeni e kuwaitiani hanno siglato un protocollo d’intesa, grazie al quale vengono gestiti i rapporti confinari e le operazioni lungo il Khawr Abd Allah.